# Лу Цзяси
Лу Цзяси́ (кит. упр. 卢嘉锡, пиньинь Lú Jiāxī, 26 октября 1915 — 4 июня 2001) — китайский химик. Его называли пионером структурной химии в Китае.
Член Китайской АН (1955, отд. химии) и её президент (1981—1987). Почётный член Европейской академии наук, искусств и литературы (1984). Член АНРМ (1985, прежде член-корреспондент), её вице-президент. Иностранный член Королевской академии Бельгии (1987).

## Биография
По национальности хань.
Окончил химфак Сямыньского университета (бакалавр, июль 1934).
Докторскую степень PhD по физической химии получил в Университетском колледже Лондона (июль 1939).
Затем на исследовательской работе на химфаке Калтеха, где обучался под началом дважды лауреата Нобелевской премии Лайнуса Полинга.
В 1944 году принимал участие в работе научно-исследовательской лаборатории Комитета оборонной науки (Национальный исследовательский комитет по вопросам обороны США) США в штате Мэриленд, его работа там была отмечена премией Комитета.
В 1945 году отверг многочисленные предложения работы и преодолевая трудности возвратился в Китай, где получил должность декана химфака Сямыньского университета, начав профессором химии дослужился до проректора.
В 1960-1981 годах проректор Фуцзяньского университета и одновременно директор Фуцзяньского НИИ структурной химии Китайской АН, вице-президент Фуцзяньского отделения Китайской АН.
С мая 1981 по январь 1987 годов президент Китайской АН, затем её спецсоветник.
Являлся также зампредом Китайского научно-технологического общества и возглавлял Китайской химическое общество.
Автор многих работ и воспитатель многих китайских учёных.
«Плох тот учитель, который не может научить своих учеников так, чтобы они могли превзойти его самого»,
С 1981 года заместитель, в 1988—1997 годах председатель, затем почётный председатель Рабоче-крестьянской демократической партии Китая (РКДПК).
Зампред ПК ВСНП 8 созыва.
Зампред ВК НПКСК 7, 9 созывов, член Посткома 6 созыва.
Почётный доктор наук (DSc) Лондонского городского университета (1987).
Лауреат премии Ho Leung Ho Lee Foundation (1999).
Существует Фонд им. Лу Цзяси АН КНР.